# Radoy Ralin Peak
Radoy Ralin Peak är en bergstopp i Antarktis. Den ligger i Sydshetlandsöarna. Argentina, Chile och Storbritannien gör anspråk på området. Toppen på Radoy Ralin Peak är 720 meter över havet.
Terrängen runt Radoy Ralin Peak är varierad. Havet är nära Radoy Ralin Peak åt nordost. Trakten är glest befolkad. Närmaste befolkade plats är St. Kliment Ohridski Base, 16,6 kilometer väster om Radoy Ralin Peak. 